# Zurab Sakandelidze
Zurab Sakandelidze (gruzínsky: ზურაბ საკანდელიძე; 9. srpna 1945 Kutaisi – 25. ledna 2004 Tbilisi) byl gruzínský basketbalista, který reprezentoval Sovětský svaz. S jeho basketbalovou reprezentací získal zlatou olympijskou medaili na hrách v Mnichově roku 1972, čtyři roky předtím přivezl z Mexika olympijský bronz. Je jedním ze dvou gruzínských basketbalistů, který má olympijské zlato (druhým je Micheil Korkia). Má též titul mistra světa z roku 1967 a čtyři tituly mistra Evropy (1965, 1967, 1969, 1971). Z ME 1973 a MS 1970 přivezl bronz. Na evropském šampionátu v roce 1967 byl vyhlášen nejlepším obráncem turnaje. S Dinamem Tbilisi se stal vítězem sovětské ligy (1968) a sovětského poháru (1969). V roce 1967 byl jmenován Zasloužilým mistrem sportu Sovětského svazu. Ve stejném roce byl vyhlášen gruzínským sportovcem roku. V letech 1979-1983 byl hlavním trenérem Dinama Tbilisi. Roku 2023 byl uveden do síně slávy Mezinárodní basketbalové federace.